# Geekom
Geekom (chiń. 积核) – marka komputerów osobistych (zwłaszcza mini PC) należąca do chińskiego przedsiębiorstwa Shenzhen Jiteng Network Technology Co., Ltd. (chiń. 深圳市极腾网络科技有限公司), założonego w 2020 roku z siedzibą w Shenzhen (prowincja Guangdong).
Pierwsze mini PC Geekom zostały wprowadzone na rynek w 2021 roku. Komputer Mini IT8 został opisany przez recenzentów jako przystępna cenowo i kompaktowa alternatywa dla komputerów Intel NUC.
W 2022 roku, we współpracy z Intelem, producent wypuścił model laptopa gamingowego BookFun 11.